# Justitierevisionen
Justitierevisionen var en avdelning av Sveriges riksråd, vars ledamöter (ett antal riksråd inom riksrådet) hade den högsta domsrätten fram till 1789. Den reglerades i sektionerna eller paragraferna 2, 15, 17 och 19 i 1720 års regeringsform och enbart i sektion 2 i 1719 års regeringsform. Sektion 2 har benämningen "dess konungslige revision" som då syftar just på Justitierevisionen, medan övriga sektioner kallar institutionen för Justitierevisionen.
I § 8 i 1772 års regeringsform bestämdes att antalet riksråd i Justitierevisionen skulle vara sju. Riksrådet avskaffades därefter 1789 av Gustav III efter det då antagna grundlagstillägget Förenings- och säkerhetsakten. Justitierevisionen ersattes samtidigt av Högsta domstolen (officiellt: Konungens högsta domstol).
Nedre justitierevisionen var en avdelning inom Kanslikollegium, senare inom Kunglig Majestäts kansli. Med början under 1660-talet beredde den justitieärendena (överklagade domar) för Justitierevisionen inom riksrådet. Denna institution bibehölls sedan efter 1789 och beredde ärendena för Högsta domstolen fram till 1972. Den grundlagsreglerades i § 24 i 1809 års regeringsform.